# Nostra Senyora de Meritxell
Nostra Senyora de Meritxell („Fest der Jungfrau von Meritxell“) ist ein Nationalfeiertag in Andorra, der am 8. September, dem Fest Mariä Geburt, begangen wird. Gedacht wird Maria als Schutzheiligen des Landes sowie der Errichtung des andorranischen Co-Prinzipats im Jahr 1278, die als Gründung des Fürstentums angesehen wird.

## Ursprung
Die Wallfahrtskirche Santuari de Meritxell in Andorra beherbergt eine romanische Madonnenfigur, die besonders verehrt wird, sodass Maria als Schutzpatronin des Landes gilt. Das Original fiel 1972 mitsamt der Kirche einem Brand zum Opfer. Die Statue, die heute verehrt wird, ist eine originalgetreue Kopie. Meritxell beherbergt außerdem berühmte Statuen der Schutzheiligen der Pfarreien in Andorra.
Gleichzeitig erinnert der andorranische Nationalfeiertag an die Gründung des Fürstentums Andorra. Grundlage ist der Pareatges-Vertrag, den der Bischof Pere d’Urtx am 8. September 1278 in Lleida mit dem Grafen von Foix, Roger Bernard III., schloss. Mit diesem Vertrag wurde Andorra ein Kofürstentum.

## Bräuche
An Nostra Senyora de Meritxell finden in der Wallfahrtskirche Santuari de Meritxell mehrere Gottesdienste statt. Pilger finden sich in Meritxell ein, um die Jungfrau zu verehren und um Fürbitte zu ersuchen. Ein Konzert und eine Fackelprozession sind fester Bestandteil der Feierlichkeiten.